# 24189 Lewasserman
24189 Lewasserman è un asteroide della fascia principale. Scoperto nel 1999, presenta un'orbita caratterizzata da un semiasse maggiore pari a 2,2327434 UA e da un'eccentricità di 0,0789275, inclinata di 4,07516° rispetto all'eclittica.